# Jean Beyer
Jean Beyer (* 26. April 1914 in Gent; † 22. Februar 2002 in Drongen) war ein belgischer katholischer Priester, Jesuit und international bekannter Kirchenrechtler.

## Beruflicher Werdegang
1932 trat Beyer in den Jesuitenorden ein. Er studierte Philosophie und Theologie in Gent, Eeghenoven und Löwen. Im Jahre 1938 erwarb Beyer das philosophische und im Jahre 1949 das theologische Lizentiat. 1944 wurde er zum Priester geweiht. Er studierte von 1944 bis 1947 kanonisches Recht an der Päpstlichen Universität Gregoriana (PUG) in Rom, wo er ein weiteres Lizentiat erwarb und die Arbeiten an seiner Doktorarbeit begann. Bis 1959 lehrte Beyer Moraltheologie in Löwen und anschließend Kirchenrecht in Heverlee. 1961 konnte Beyer seine Promotion zum Doktor iur. can. abschließen. Im unmittelbaren Anschluss begann er seine Lehrtätigkeit an der PUG, wo er zunächst als außerordentlicher Professor und bis zu seiner Emeritierung im Jahre 1984 als ordentlicher Professor für kanonisches Recht tätig war. Neben seiner Arbeit als Professor wirkte Beyer als Berater verschiedener Dikasterien der Römischen Kurie. So beriet er unter anderem ab 1969 die Päpstliche Kommission für die Reform des CIC und nach deren Auflösung von 1984 bis 1996 den Päpstlichen Rat für die Interpretation von Gesetzestexten. Durch seine Publikationen auf dem Gebiete des Kirchen- und Ordensrechts hat Beyer die Interpretation der einschlägigen Gesetzesmaterie wesentlich geprägt.

## Schriften (Auswahl)
- Les instituts séculiers, Brügge 1954; "Demandatio" potestatis ordinis - Conamen interpretationis canonis 210, in: PerRMCL 48 (1959), 229–266
- Die kirchlichen Urkunden für die Weltgemeinschaften - Instituta saecularia, Einsiedeln 1963
- The Role of the Priest in the Secular Institute, in: The Jurist 23 (1963), 80–105
- La consécration à Dieu dans les instituts séculiers, Rom 1964; Als Laie Gott geweiht - Theologisches und Kirchenrechtliches zu den Weltgemeinschaften, Einsiedeln 1964
- Decretum „Perfectae caritatis“ Concilii Vaticani II, Rom 1966; De statu vitae professione consiliorum evangelicorum consecrate, Rom 1966
- Secular Institutes - A New Form of Apostolic Life, in: The Jurist 29 (1969), 157–173
- L consécration à Dieu dans les instituts séculiers, Rom 1964
- De vita per consilia evangelica consecrata, Rom 1969
- De Instructione „Renovationis causam“ – Commentarius, in: PerRMCL 59 (1970), 21–74
- Das neue Ordensrecht - Ein schöpferischer, aufgeschlossener Entwurf, in: Concilium 10 (1974), 507–513
- De capitulis cathedralibus servandis vel suppimendis, in: PerRMCL 63 (1974), 477–487
- De institutorum vitae consecratae novo iure, in: PerRMCL 63 (1974), 145–168, 179–222 und 64 (1975), 363–392, 533–588
- Verso un nuovo diritto degli istituti di vita consacrata, Mailand 1976
- De institutorum vitae consecratae novo iure, in: PerRMCL 65 (1976), 13–57, 243–296
- Ad documentum "Notae directivae pro mutuis relationibus inter Episcopos et Religiosos in Ecclesia" adnotationes, in: PerRMCL 68 (1979), 563–611
- De diaconatu animadversiones, in: PerRMCL 69 (1980), 441–460
- La "communio" comme critère des droits fondamenteux, in: Eugenio Corecco / Nikolaus Herzog / Angelo Scola (Hrsg.), Die Grundrechte des Christen in Kirche und Gesellschaft - Akten des IV. Internationalen Kongresses für Kirchenrecht (Freiburg [Schweiz] 6.–11.X.1980), Freiburg im Breisgau 1981, 79–96
- Summi Pastoris Ioannis Pauli II recens de iure ecclesiali et iuribus fundamentalibus magisterium, in: PerRMCL 70 (1981), 13–39
- Le deuxième projet de droit pour la vie consacrée, in: Studia canonica 15 (1981), 87–129
- De natura potestatis regiminis seu iurisdictionis recte in Codice renovato enuntianda, in: PerRMCL 71 (1982), 93–145
- Religious in the New Code and their Place in the Local Church, in: Studia canonica 17 (1983), 171–183
- Constitutio Apostolica "Sacrae disciplinae leges" Codicis renovati promulgatio, in: PerRMCL 72 (1983), 181–204
- Dal Concilio al Codice - Il nuovo Codice e le istanze del Concilio Vaticano II, Bologna 1984
- Subsidiaritätsprinzip - auch für das Recht der Kirche?, in: Josef Pfammatter (Hrsg.), Die Kirche und ihr Recht (= Theologische Berichte, 15), Zürich 1986, 113–137
- Die Vollmacht in der Kirche, in: Klaus Lüdicke, Hans Paarhammer, Dieter A. Binder (Hrsg.), Recht im Dienste des Menschen - Eine Festgabe für Hugo Schwendenwein zum 60. Geburtstag, Graz 1986, 287–298
- Comunione ecclesiale e strutture di responsabilità - Dal Vaticano II al nuovo Codice di Diritto Canonico (mit Giorgio Feliciani und Hubert Müller), Rom 1990
- Aufbau einer Rechtstheologie - Eine rechtstheologische Meditation, in: Horst Folkers (Hrsg.): Zugänge zum „Recht der Gnade“. Studien zu Kirchenrecht und Theologie II (= Texte und Materialien der Forschungsstätte der Evangelischen Studiengemeinschaft, Reihe A, 33), Heidelberg 1990, 131–148
- De Synodi Episcoporum natura melius determinanda, in: PerRMCL 84 (1995), 609–626
- „Apostolos suos“ – Motu proprio di Giovanni Paolo II sull'attività collegiale dei vescovi di rito latino, in: Quaderni di diritto ecclesiale 12 (1999), 394–400.